# Бранко Бојовић (архитекта)
Бранко Бојовић (Београд, 1940  — Београд, 10. мај 2020) био је српски архитекта и урбаниста. Бојовић је био члан Академије архитектуре Србије од њеног оснивања. Руководио је израдом урбанистичких и других планова градова Републике Србије, Републике Српске и Црне Горе, учествовао је у изради просторног плана Србије. Био је председник Урбанистичког друштва Србије. Његов легат налази се у Удружењу за културу, уметност и међународну сарадњу „Адлигат”.

## Биографија
У сродству је са војводом Петром Бојовићем. Његов отац је био официр Југословенске војске у Отаџбини у склопу Седмог артиљеријског пука. Стрељан је као народни непријатељ по победи комунистичке стране. Наводи се да је убиство Бојовићевог оца наложио опуномоћеник ОЗНЕ за Ниш, који је Бојовићевој мајци Радмили (девојачко Барловац) своју одлуку објаснио са: „Твој муж је школовани официр и једини начин да седнем на његово место јесте да га убијем”. Гроб му никада није пронађен.
Завршио је Петнаесту београдску гимназију  и дипломирао 1963. на Архитектонском факултету у класи Б. Новаковића.
По дипломирању запослио се у Служби за урбанистичка и комунално-стамбена питања при Југословенском институту за урбанизам и становање. Радио је као саветник у Институту за архитектуру и урбанизам Србије 1986—1989. У периоду 1989—1994. обавља функцију председника Градске комисије за урбанизам, члана извршног савета те извршног одбора Скупштине града Београда. После ових послова ради у матичном Институту за архитектуру и урбанизам Србије.
Као руководилац пројеката израдио је генералне урбанистичке планове за 70 градова, укључујући Сокобању, Пожаревац, Шабац, генерални урбанистички план привредне зоне Бара. Урадио је просторни план Републике Српске. Учествовао је у изради просторног плана Републике Србије.
Радио је као професор на Архитектонском и Геолошком факултету.
Као члан жирија учествовао је у одабиру бројних победничких конкурсних решења у Југославији, попут Трга Републике у Загребу, Железничке станице Београд-центар и других. Био је члан тимова који су победили на више од 20 конкурса.
Био је дугогодишњи уредник стручног часописа Изградња.
Бојовић је био истакнути критичар државног пројекта Београд на води. Противио се и критиковао је масовну нелегалну градњу по Београду и Србији, због које су опустела српска села, коју је сматрао за разлог „гетоизације Србије“.
Залагао се за обнову зграде Генералштаба, чији је значај за Београд поредио са значајом опере за Сиднеј.
Добитник је велике награде за животно дело Друштва архитеката Београда.
Није био члан нити једне партије.

## Награде
Добитник је преко педесет друштвених признања и награда.
- Награда за есеј по конкурсу сарајевског „Одјека“, 1969.[7]
- Почасни грађанин Сокобање, 1976.[7]
- Награда ЦЕП-а за есеј, 1986.[7]
- Повеља општинског одбора Лознице поводом прославе 200 година рођења Вука Стефановића Караџића, 1987.[7]
- Повеља часописа „Изградња“ поводом 40 година постојања, 1987.[7]
- Повеља ДИТ-а, 1989.[7]
- Повеља Института за путеве, 1990.[7]
- Златна значка Културно-просветне заједнице Србије, 1991.[7]
- Члан Академије архитектуре Србије од оснивања 1995.[7]
- Грамата као утемељивач Храма Светог Саве, 1997.[7]
- Знатни беогуч КПЗ Србије, 2001.[7]
- Велика награда за животно дело, 2015.[13]

## Одабрана дела
Објавио је око 300 чланака, 30 уранолошких студија, 87 реферата и 100 планерских елабората. Одржао је више од 100 предавња, промоција и трибина.
Књиге и чланци
- Становање у зградама високе спратности, 1968.
- Планерски атлас просторног уређења Југославије , 1972.
- Систематизација индикатора релевантних за разматрање проблематике инфраструктуре у просторном планирању ; Глосе у инфраструктури, 1975.
- ГУП Сокобање, 1976.
- Осврт на друштвену политику према различитим типовима становања у градским насељима СФРЈ, 1981.[14]
- Мреже и објекти инфраструктуре, са М. Живковићем, средњошколски уџбеник – смер за просторно планирање, 1982.[15]
- Физиономија 1; Меморија града 1, у: Последипломске студије. Становање, 1981-83 , 1982.[16]
- Планирање развоја села : Југословенско саветовање 19. и 20. јун 1986.- године, 1986.[17]
- Београд између Емилијана Јосимовића и Стевана Зарића, 2018.[18]